# 강원특별자치도평창교육지원청
강원특별자치도평창교육지원청(江原特別自治道平昌敎育支援廳, Pyeongchang Office of Education)은 대한민국 강원특별자치도 평창군을 관할하는 강원특별자치도교육청 산하의 교육지원청이다.
교육장은 장학관으로 보한다.

## 산하 기관

### 초등학교
| - 가평초등학교 - 거문초등학교 - 계촌초등학교 - 대미분교 - 대화초등학교 - 도성초등학교 | - 도암초등학교 - 면온초등학교 - 미탄초등학교 - 방림초등학교 - 봉평초등학교 - 속사초등학교 | - 신리초등학교 - 안미초등학교 - 약수초등학교 - 장평초등학교 - 주진초등학교 | - 진부초등학교 - 월정분교 - 평창초등학교 - 호명초등학교 - 횡계초등학교 |

### 중학교
| - 계촌중학교 - 대화중학교 | - 도암중학교 - 미탄중학교 | - 봉평중학교 - 용전중학교 | - 진부중학교 - 평창중학교 |

## 같이 보기
- 대한민국 교육부